# Prinzengarde Düsseldorf

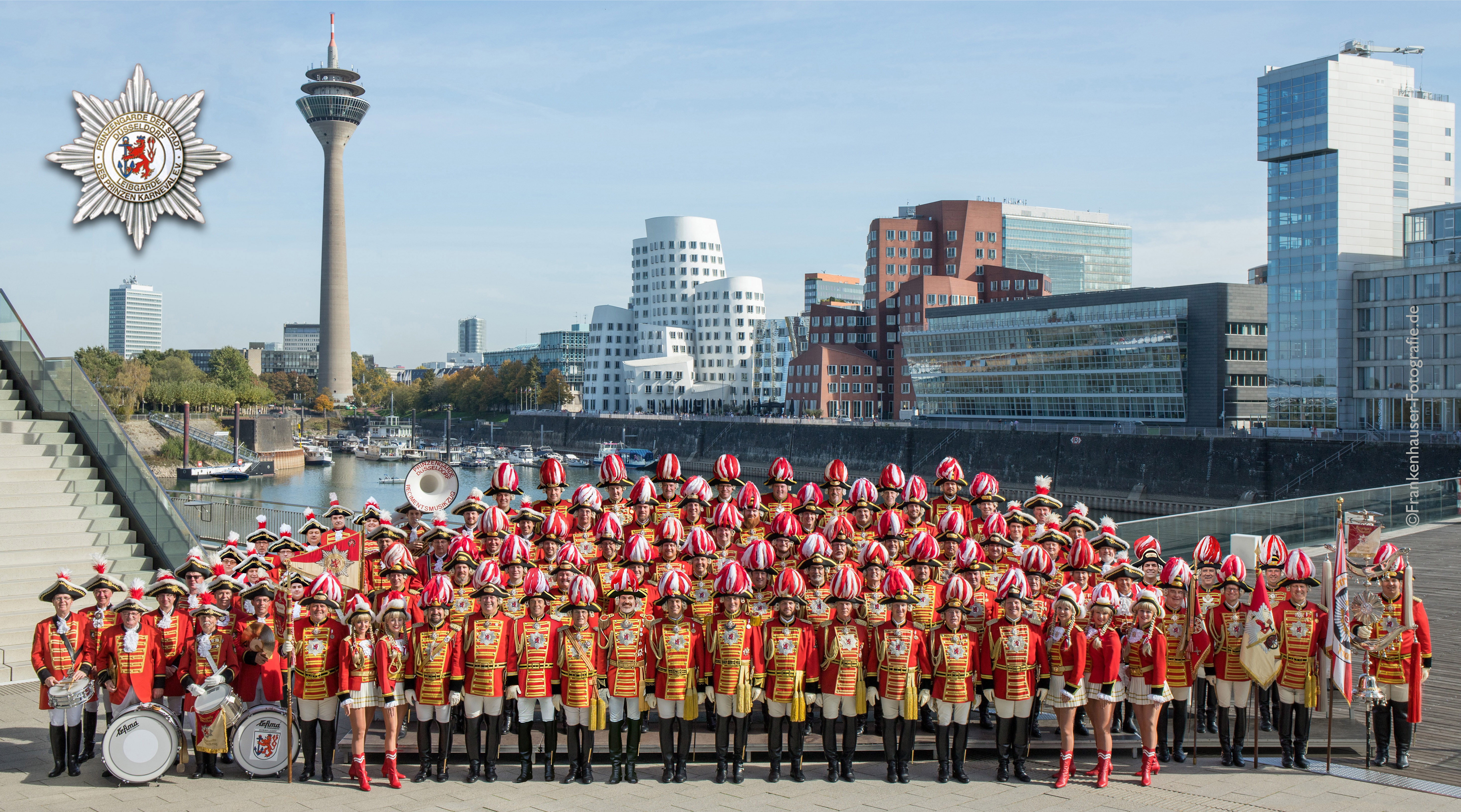
Das Korps der Prinzengarde 2018

Die Prinzengarde der Stadt Düsseldorf, Leibgarde des Prinzen Karneval wurde 1928 gegründet und begleitet den „Prinzen“ während der Session im Düsseldorfer Karneval.

## Geschichte

### Vereinsgeschichte allgemein
Die Vereinseintragung erfolgte am 24. April 1928 unter der Bezeichnung Prinzengarde der Stadt Düsseldorf. Sie erhielt mit Eintragung vom 4. Mai 1928 den Zusatz Leibgarde des Prinzen Karneval. Es wurde beschlossen, die Prinzen in Zukunft zu Ehrenmitgliedern der Garde zu ernennen. Prinz Heinz I. folgte Toni I. (Toni Bors), Willi I. (Willi Peters), die alle aus den Mitgliederreihen der Prinzengarde hervorgingen. Die Stammburgen des Karnevals waren die Rheinterrasse und der Kristallpalast auf der Friedrichstraße.
Am 11. September übernahm der Oberbürgermeister der Stadt Düsseldorf, Robert Lehr, die Schirmherrschaft über die Gesellschaft und erlaubte der Prinzengarde offiziell als einziger Gesellschaft Düsseldorfs das Stadtwappen auf der Brust zu tragen.
Die in den Jahren nach der Gründung folgenden Feste waren alle große Ereignisse. Selbst die Zeitungen waren des Lobes voll, wenn die Prinzengarde mit ihrem Marsch:
„Wir sind stolze Prinzgardisten,
voll Humor und tausend Listen,
unser Schlachtruf ist Helau!“
einzogen. Der Beschluss, zwei uniformierte Truppen aufzustellen, wurde im Jahre 1934 verwirklicht, als das Artillerie-Korps der Prinzengarde aufgestellt wurde. Die „Rheinische Metallwaren- und Maschinenfabrik AG“ fertigte die „rot-weiße Berta“ an, die nun alle Jahre im Rosenmontagszug schwere Salven Bonbons abschießt.
In den Jahren 1931 bis 1933, als dunkle Wolken am politischen Horizont Deutschlands aufzogen, gab es in Düsseldorf keine Rosenmontagszüge und auch das karnevalistische Vereinsleben kam weitgehend zum Erliegen. Dies bedrohte und lähmte auch die junge Prinzengarde. Die Zahl der Gardisten schmolz von nahezu 50 auf ganze sieben Mann, deren Zusammenhalt in jener Zeit der Schwierigkeiten aber besonders eng wurde. Sie gründeten den Agger-Verein. Der Name stammte aus dem Örtchen Clef im Aggertal, in das sie an den Wochenenden gemeinsam mit ihren Familien zum Zelten fuhren. Hier entstand eine verschworene Gesellschaft Gleichgesinnter, deren enge Verbundenheit auch dann noch Bestand hatte, als Mitte der 1930er Jahre die Prinzengarde wieder glanzvolle Feste feierte.
An solche Feste war in jenen Tagen aber nicht zu denken, und das karnevalistische Treiben nahm seltsame Formen an. Die kleine Gruppe der Prinzgardisten traf sich an den Karnevalstagen im Cafe Tabaris, ein jeder mit einem Reisekoffer in der Hand, in dem sich die Uniform verbarg. Es war in jener Zeit schlicht unmöglich, in Uniform auf die Straße zu gehen, ohne von Schlägertrupps der SA oder der Kommunisten angepöbelt oder gar an Leib und Leben bedroht zu werden. Also zog man sich im Cafe Tabaris um, wählte aus dem Kreis der Gleichgesinnten einen „inoffiziellen Karnevalsprinzen“ und ließ ihn hochleben. Natürlich feierte man auch sich selbst ein wenig und blieb mit den anderen Gästen bis zum frühen Morgen.

### 1. Vorsitzende
- 1928 Eugen Billig
- 1929–1935 Peter Mehl
- 1936–1937 Leo Statz
- 1938–1939 Mathias Peters
- 1940–1948 nicht besetzt
- 1949 Mathias Peters
- 1950–1956 Peter Mehl
- 1957–1959 Hans Heiling
- 1960–1972 Fritz Hildemann
- 1973–1980 Heino Plönes
- 1981 Rudolf Witzel
- 1982–1991 Dieter Kölzer
- 1992–1996 Hans-Joachim Schneewind
- 1997 Harald Müller
- 1998–2000 Horst Moebius
- 2001–2001 Willy Comp (nach kurzer Zeit verstorben)
- 2001–2009 Peter König
- 2009–2014 Michael Kux
- seit 2014 Dirk Kemmer

### Präsidenten
- 1928–1935 Peter Mehl
- 1936–1937 Leo Statz
- 1938–1939 Heinrich Daniel
- 1940–1948 nicht besetzt
- 1949–1957 Hans Heiling
- 1958–1972 Fritz Hildemann
- 1973–1980 Heino Plönes
- 1981 Franz Ketzer
- 1982–1994 Klaus Kölzer
- 1994–1995 Karl-Heinz Hermanns
- 1996–1997 Harald Müller
- 1998–2000 Horst Moebius
- 2001–2009 Peter König
- 2010–2013 Michael Kux
- seit 2013 Dirk Kemmer

### Kommandanten
- 1928–1930 Hans Kock
- 1931–1933 Peter Esser
- 1934–1937 Mathias Peters
- 1938–1939 Willy Pieper
- 1940–1948 nicht besetzt
- 1949–1956 Willy Pieper
- 1957–1960 K. Schmidt-Duisberg
- 1961–1964 Jo Feuser
- 1964–1966 Kurt Kölzer
- 1967–1972 Karl-Heinz Hermanns
- 1973–1981 Dieter Kölzer
- 1982–1986 Gottfried Rohrbach
- 1987–1989 Karl Eitel-Emil Müller-Schoenfeld
- 1990–1994 Günther Pagalies
- 1995–1998 Dieter Chalupecky
- 1998–2008 Klaus-Jürgen Christen
- 2008–2011 Klaus Eyckeler
- 2012–2017 Peter Sökefeld
- 2017–2023 Marco Bätzel
- seit 2023 Oliver Fricke

## Das Korps
Das uniformierte Korps, die „Aktiven“ wie sie früher auch genannt wurden, gliedert sich in die Teile Artillerie-, Bagage-, Kavallerie- und Reservekorps. Das gesamte Korps wird geführt vom Kommandanten, seit 2023 verantwortet durch Oliver Fricke. Unterstützt dabei wird er von den Korpsführern der einzelnen Formationen und dem Generalstab. Die Gesamtzahl des Korps liegt bei ca. 140 Aktiven.
Die einzelnen Korpsteile haben ein unterschiedliches Alter. Die Kavallerie ist die Keimzelle der Prinzengarde, 1928 entstanden, zählte sie bereits im Jahr 1930 über 30 Reiter.
Der ehemalige Kommandant Klaus-Jürgen Christen, der von 1998 bis 2008 im Amt war, hat in seiner Amtszeit eine erhebliche Vergrößerung und damit einhergehend Verjüngung des Korps eingeleitet. Die gegenwärtige Aufzugstärke liegt bei etwa 120 bis 140 Personen (inkl. Musik, Fahnengruppe und Tänzerinnen).

### Artillerie
Zur Kavallerie gesellte sich im Jahre 1934 das Artilleriekorps, die erste „dicke Berta“ kam aus dem Hause Rheinmetall.
Geschossen wurde mit Schwarzpulver, deshalb durfte auch damals nur ein amtlich zugelassener Schießmeister die Kanone bedienen. Man kann sich leicht vorstellen, wie die Kanoniere nach dem Rosenmontagszug ausgesehen haben, die schwarzen statt der weißen Hosen bei der Artillerie waren nicht ohne Grund. Das Geschütz wurde nach dem Zweiten Weltkrieg von den Engländern als Kriegsbeute nach Großbritannien verfrachtet, daher hat die Prinzengarde seit 1948 eine neue Kanone, die in den mittlerweile über 50 Jahren ihres Bestehens allerdings mehrfach umgebaut und restauriert worden ist.
Die neueste Vorschrift des Waffengesetzes erlaubt nicht mehr den vollen Einsatz im Rosenmontagszug, es darf nur noch damit gefahren, aber nicht mehr geschossen werden. Geführt wird dieser Korpsteil zurzeit vom Artilleriekorpsführer Christoph Ily.

### Bagage
Die Kavallerie wird zwar seit Ende der 1950er Jahre an Rosenmontag durch einen eigenen Bagagewagen versorgt, aber die eigentliche Geburtsstunde für das Bagagekorps war während des Korpsausflugs der Prinzgardisten nach Schloss Gevelinghausen im Jahr 1975. Dort wurde im Rahmen dieser Wochenendreise eine Planwagenfahrt gemacht. Das Gefährt gefiel der damaligen Korpsführung um Kommandant Dieter Kölzer so gut, dass die Prinzengarde für den Rosenmontagszug in Düsseldorf einen solchen Planwagen anfertigen ließ. Im Jahr 1976 rollte er erstmals mit und die darauf mitfahrenden Prinzgardisten legten den Grundstock für diesen neuen Korpsteil. Anfang der 1990er Jahre wurde die Bestimmung, dass jeder Prinzgardist das Reiten erlernen muss, gelockert und seit dieser Zeit ist das Bagagekorps eine stetig wachsende Formation des Korps unter dem aktuellen Bagagekorpsführer Andreas Schletter.

### Kavallerie
In den Jahren nach dem Zweiten Weltkrieg entwickelte sich die Kavallerie der Prinzengarde zu einer, den Reitsport nicht nur an Rosenmontag pflegenden Truppe. Neben kleinen, vereinsinternen Vergleichwettkämpfen zu Pferd gesellte sich Mitte der 1970er Jahre das „Vier-Städte-Turnier“, ein Reiterwettkampf zwischen den Prinzengarden aus Aachen, Düsseldorf und Köln, sowie dem Bonner Stadtsoldaten-Corps. Selbst fast dreißig Jahre seit seiner ersten Austragung ist es immer noch ein Ereignis voll sportlicher Ambitionen und gesellschaftlicher Bedeutung für alle teilnehmenden Mannschaften.
Diese vier Kavallerieformationen durften zudem mit der Teilnahme an der Eröffnung der Weltmeisterschaften der Springreiter im Juli 1986 in der Aachener Soers einen Höhepunkt in ihrem reiterlichen Leben erfahren. Die Beteiligten durften vor 30.000 Zuschauern auf dem für Reiter „heiligen Rasen“ der Soers eine Quadrille reiten und wurden Applaus verabschiedet.
Für alle Gardisten ist die regelmäßige Arbeit mit dem Pferd Pflicht. Dabei spielt es keine Rolle, ob neben dem Karneval der Reitsport mit einem eigenen Pferd ein zweites, zeitaufwendiges Hobby ist, oder nur die sichere Teilnahme am Rosenmontag das Ziel der Schulpferdreiter bleibt. Sicherheit im Umgang mit dem Pferd wird erreicht durch regelmäßigen Umgang mit diesem, darauf zu achten ist eine Aufgabe des derzeitigen Kavalleriekorpsführers Marc Schlosser.

### Reservekorps
Das Reservekorps bildet sich aus den Prinzgardisten der drei Korpsteile Artillerie, Bagage und Kavallerie. Es sind Gardisten die aus Alters- oder beruflichen Gründen dort nicht mehr mitmachen können oder wollen. Dieser Korpsteil soll altgedienten Prinzgardisten eine Heimat geben, damit sie den Jungen einerseits mit Rat und finanzieller Hilfe zur Seite stehen andererseits aber auch weiter Freude an ihrer Prinzengarde haben konnten. Als Korpsführer fungiert zurzeit Wolfgang Rösges.

## Protektoren
Aktive Mitglieder zurzeit:
- seit 2024 Jens Falkenburg
- seit 2024 Axel Both

## Ehrendegenträger
Das Korps der Ehrendegenträger unterstützt die Prinzengarde jährlich mit einem Obolus in nennenswerter Höhe. Es handelt sich um engagierte Prinzgardisten, die sich zum Teil schon seit Jahren mit der Prinzengarde besonders verbunden fühlen und diese Verbundenheit in dieser besonderen Form zum Ausdruck bringen. Als äußeres Zeichen der Würde tragen sie die Vereinsmütze mit gesticktem Degen und erhalten bei ihrer Ernennung den Ehrendegen mit Gravur.
Aktive Mitglieder zurzeit:
- seit 1992 Horst Moebius
- seit 2003 Ulrich Schürhoff
- seit 2004 Markus Hendricks
- seit 2005 Harald Stöckl
- seit 2006 Joachim Regenbogen
- seit 2007 Lutz Meyer
- seit 2007 Oliver Kinne
- seit 2010 Friedrich Birgels
- seit 2010 Burkhard Walter
- seit 2011 Achim W. Paskuda
- seit 2013 Holger Feldmann
- seit 2017 Peter Dietlmaier
- seit 2018 Oliver A. Münks (Sprecher der Ehrendegenträger)
- seit 2023 Timo Zohm

## Senatoren
Ähnlich dem Korps der Ehrendegenträger unterstützen die Senatoren die Prinzengarde in besonderer Weise. Dieser im Jahr 2006 gegründete zugeordnete Korpsteil bildet somit eine weitere Säule der Prinzengarde. Als äußeres Zeichen tragen sie die Vereinsmütze mit roten und weißen Steinen:
- seit 2006 Peter Kampes
- seit 2006 Manfred Weise
- seit 2012 Hans-Josef Hautzer  (Senatssprecher)
- seit 2014 Bernd Zaum
- seit 2015 Jürgen Heuser
- seit 2015 Alfred Lilienthal
- seit 2016 Ulrich Brandes
- seit 2016 Dirk Hartl
- seit 2017 Sebastian Per Bonenkamp
- seit 2017 Thomas Elberg
- seit 2018 Johannes Ringel
- seit 2018 Martin Vomfelde
- seit 2018 Hellfried Scholtz
- seit 2019 Thomas Weinsberg
- seit 2020 Burkhard Marré
- seit 2022 Klaus Fricke
- seit 2022 Maurice Henk
- seit 2024 Achim Hasenberg
- seit 2024 Tobias Prangenberg
- seit 2024 Felix Dietlmaier

## Ehrensenatoren
Zu Ehrensenatoren ernennt die Prinzengarde Personen des öffentlichen Lebens und der Wirtschaft, die sich der Prinzengarde besonders verbunden fühlen. Des Weiteren werden ausgeschiedene Vorstandsmitglieder mit mindestens 11 Jahren Vorstandstätigkeit in diesen Stand erhoben. Eine weitere Tradition ist es den Oberbürgermeister bzw. die Oberbürgermeisterin zum Ehrensenator zu ernennen.
Ehrensenatoren:
- Ralf Peter Bräuer (Vorstand)
- Dieter Chalupecky (Vorstand)
- Dirk Elbers (Oberbürgermeister a.D)
- Josef Esser (Vorstand)
- Paul-Otto Faßbender
- Thomas Geisel (Oberbürgermeister a.D)
- Michael Gérard
- Peter Kapfer
- Michael Josef Kux (Vorstand)
- Dieter Linssen
- Marlies Smeets (Ehrenoberbürgermeisterin)
- Friedrich Steinhausen (Vorstand)
- Bernd Zschornack (Vorstand)
- Stephan Keller (Oberbürgermeister)
- Rolf Förster (Ehrenchefadjudant)

## Mitglieder
Die Prinzengarde zählt zurzeit ca. 400 stimmberechtigte Mitglieder. Davon sind etwa 140 Personen dem uniformierten Korps zuzurechnen. Die Mitgliedschaft kann nur erworben werden mit mindestens 2 Bürgen aus dem Kreis der Mitglieder.

## Ehrenmitglieder
Die Ehrenmitgliedschaft wird verliehen für besondere Verdienste um die Prinzengarde. Außerdem werden gelegentlich Künstler mit dieser Würde versehen. Darüber hinaus wird jedem amtierenden Prinzen der Stadt Düsseldorf die Ehrenmitgliedschaft angetragen und von diesem auch (in der Regel) angenommen. Die Würde des Senators und Ehrendegenträgers ist ebenfalls mit der Ehrenmitgliedschaft verbunden. Bekannte Ehrenmitglieder sind:
- Heino
- Jörg Knör
- René Heinersdorff
- Gunther Philipp
- Al Bano
- Roberto Blanco
- Thomas Anders
- Jan Hofer
- Klaus-Peter Müller
- Philippe Carouge
- Axel Bellinghausen

## Vorstand
Der Vorstand besteht aus zehn Personen. Außer dem Kommandanten der ausschließlich vom uniformierten Korps für die Dauer von drei Jahren gewählt wird, werden die verbleibenden neun Vorstandsmitglieder von der Mitgliederversammlung ebenfalls jeweils für die Dauer von drei Jahren gewählt. Der Präsident wird nicht von der Versammlung gewählt, sondern vom Vorstand benannt, so kann dies durchaus eine andere Person sein als der Vorsitzende.
Der aktuelle Vorstand
- Präsident und Vorsitzender Dirk Kemmer
- Stellvertr. Vorsitzender: Marco Bätzel
- Kommandant: Oliver Fricke
- Redaktion und Kartenverkauf: Sebastian Per Bonenkamp
- Zeugmeister: Markus Quasdorf
- Ausstattungsleiter: Christian Messing
- Schatzmeister: Martin Wenzel
- Literat: Stefan Kleinehr
- Leiter der Geschäftsstelle: Frank Ebest
- Presse: Ralf Bieder

## Ehrenrat & Aufnahmeausschuss
Der Ehrenrat:
- Egbert J. A. Neubauer
- Dr. Hans Scholzen
- Matthias Rattenhuber

Der Aufnahmeausschuss:
- Sven Gerling
- Jürgen Kirschbaum
- Jörg Wiese

## Aktivitäten
Neben der Begleitung des Prinzen und eigenen Aufzügen pflegt die Garde seit Anbeginn diverse karnevalistische und gesellschaftliche Aktivitäten. Außer der Motto bezogenen Kostümsitzung und anderen karnevalistischen Veranstaltungen findet wohl der Ball International besondere Erwähnung, eine Veranstaltung, welche seit mehr als 50 Jahren stattfindet und in Düsseldorf besonderen gesellschaftlichen Charakter hat. Ebenfalls mit großer Tradition versehen ist das seit über 55 Jahren im Steigenberger Parkhotel stattfindende Kostümfest FedeFe (Fest der Feste) am Karnevals -Samstag.
Auch das größte Rheinische Garde Treffen findet seit über 50 Jahren vor dem Rathaus im Rahmen des Biwak der Prinzengarde statt.
Am Rosenmontag ist die Prinzengarde mit großer Mannschaftsstärke vertreten. Neben den beiden Gesellschaftswagen gibt es einen Wagen für die Kinderprinzengarde und für die Bagage. Darüber hinaus ziehen mit die Artillerie mit der Kanone, die Gulaschkanone, das Reiterkorps, die Fahnenschwenker und der Regimentsmusikzug.

## Kindergarde
Rechtzeitig zum 75-jährigen Jubiläum der Prinzengarde der Stadt Düsseldorf, Leibgarde des Prinzen Karneval, bekam das Kinderprinzenpaar, welches bereits seit 1953 inthronisiert wird, im Jahre 2003 seine eigene Begleitgarde.
Die Idee, vielen Kindern den Düsseldorfer Karneval und rheinische Lebensart spielerisch nahezubringen, fand sofort großen Zuspruch. Ein interessantes Spielprogramm und die eigene Clowngruppe „Rosso-Bianco“ konnten die Kinder begeistern und der Kinderkarneval der Prinzengarde wurde eine erfolgreiche Veranstaltung. So fand der Kinderkarneval stets unter einem Motto statt, welches dann Namensgeber für die Spielideen war, z. B. „Närrische Weltraumreise“, „Asterix und Obelix“, „Villa Kunterbunt“, „Harry Potter“ oder „Westernparade“.
Für ihren Einsatz erhielt die Prinzengarde der Stadt Düsseldorf vom Deutschen Kinderhilfswerk in Berlin im Jahre 2001 einen mit 10.000 DM dotierten Preis für ihr bereits über mehr als vier Jahrzehnte andauerndes Engagement im Kinderkarneval. Das großzügige Geldgeschenk wurde in die Jugendförderung investiert, so konnten Uniformen für zehn Kinder im Alter von vier bis zwölf Jahren angeschafft werden. Als „Garde des Kinderprinzenpaares der Stadt Düsseldorf“ begleiten sie das amtierende Kinderprinzenpaar bei verschiedensten Auftritten durch die Session und präsentieren zusätzlich ein kleines gardetypisches Programm. Mittlerweile ist diese Garde auf über 55 Kinder angewachsen.

## Rudi
Seit der Session 2007/2008 verleiht die Prinzengarde als höchste Auszeichnung für besondere Verdienste im Brauchtum, Sport oder Gesellschaft den „Rudi“, benannt noch zu Lebzeiten nach Rudi Witzel, der auch der erste Preisträger war.
Träger des Rudi:
- seit 2007 Rudi Witzel
- seit 2008 Hille Erwin
- seit 2011 Paul-Otto Faßbender
- seit 2014 Heribert Klein
- seit 2017 Oscar Bruch
- seit 2023 Marie-Agnes Strack-Zimmermann

## Domizil
Die Adresse der Prinzengarde lautet:

Prinzengarde der Stadt Düsseldorf, Leibgarde des Prinzen Karneval, Königsallee 100, 40215 Düsseldorf
Im Keller des Gebäudes befindet sich das Casino. Das Urgestein der Prinzengarde Rudolf Witzel hat hier in seinem Haus der Prinzengarde bereits zu Lebzeiten ihr Domizil vermacht. Hier ist jeden Freitagabend Treffpunkt für alle interessierten Mitglieder und für Gäste.